# Nephrotoma oosterbroeki
Nephrotoma oosterbroeki är en tvåvingeart som beskrevs av Tangelder 1983. Nephrotoma oosterbroeki ingår i släktet Nephrotoma och familjen storharkrankar. Inga underarter finns listade i Catalogue of Life.